# 하루타촌 (사가현 오기군)
하루타촌(晴田村)은 사가현 오기군에 설치되었던 촌이다. 현재의 오기시에 해당한다.

## 역사
- 1889년 4월 1일 - 정촌제 시행에 의해 오기군 하루타촌이 성립하였다.
- 1932년 4월 1일 - 구 오기정, 미사토촌, 이와마쓰촌과 합병해 새로운 오기정이 성립하여 폐지되었다.

## 참고문헌
- 角川日本地名大辞典 41 佐賀県
- 『市町村名変遷辞典』東京堂出版、1990年。